# Termoscópio
O termoscópio é um instrumento inventado por Galileu Galilei durante o renascimento científico em 1592, embora não se tenha certeza se foi ele que descobriu o princípio por trás. É composto por uma esfera oca de vidro à qual é conectado um tubo também de vidro. Esse instrumento permite avaliar qualitativamente o aumento ou a diminuição de temperatura, por meio do deslocamento de uma substância termométrica no interior do tubo capilar. Devido à pressão atmosférica que atua sobre a superfície da água, esta sobe pelo tubo formando uma coluna d’água. O aparelho construído por Galileu não possuía graduação em forma de escala. A medida da temperatura era feita pelo acompanhamento das variações da altura da coluna d’água.

## História
Registros dizem que a primeira tentativa de medir temperatura foi feita por Claudius Galenus em 170 d. C., ele sugeriu uma escala com 4 graus acima e 4 graus abaixo de um neutro, sendo o máximo grau a água fervendo, o mínimo o gelo e o neutro uma mistura equilibrada dos dois.
Galileu inventou em 1592, o primeiro aparelho para medir uma temperatura, o termoscópio, mas não havia uma escala definida, o aparelho servia para comparar temperaturas. Vale lembrar que as escalas termométricas atuais não tinham sido invetadas ainda.  A escala Fahrenheit foi inventada em 1724, a escala Celsius  em 1742 e a escala Kelvin em 1848.
Com a criação do termoscópio de Galileu, vieram vários outros aparelhos de medição de temperatura em seguida.
Seu próprio trabalho com o termoscópio fez com que Galileu desenvolvesse uma concepção essencialmente atômica de calor,  publicada em seu livro Il Saggiatore em 1623.

## Funcionamento

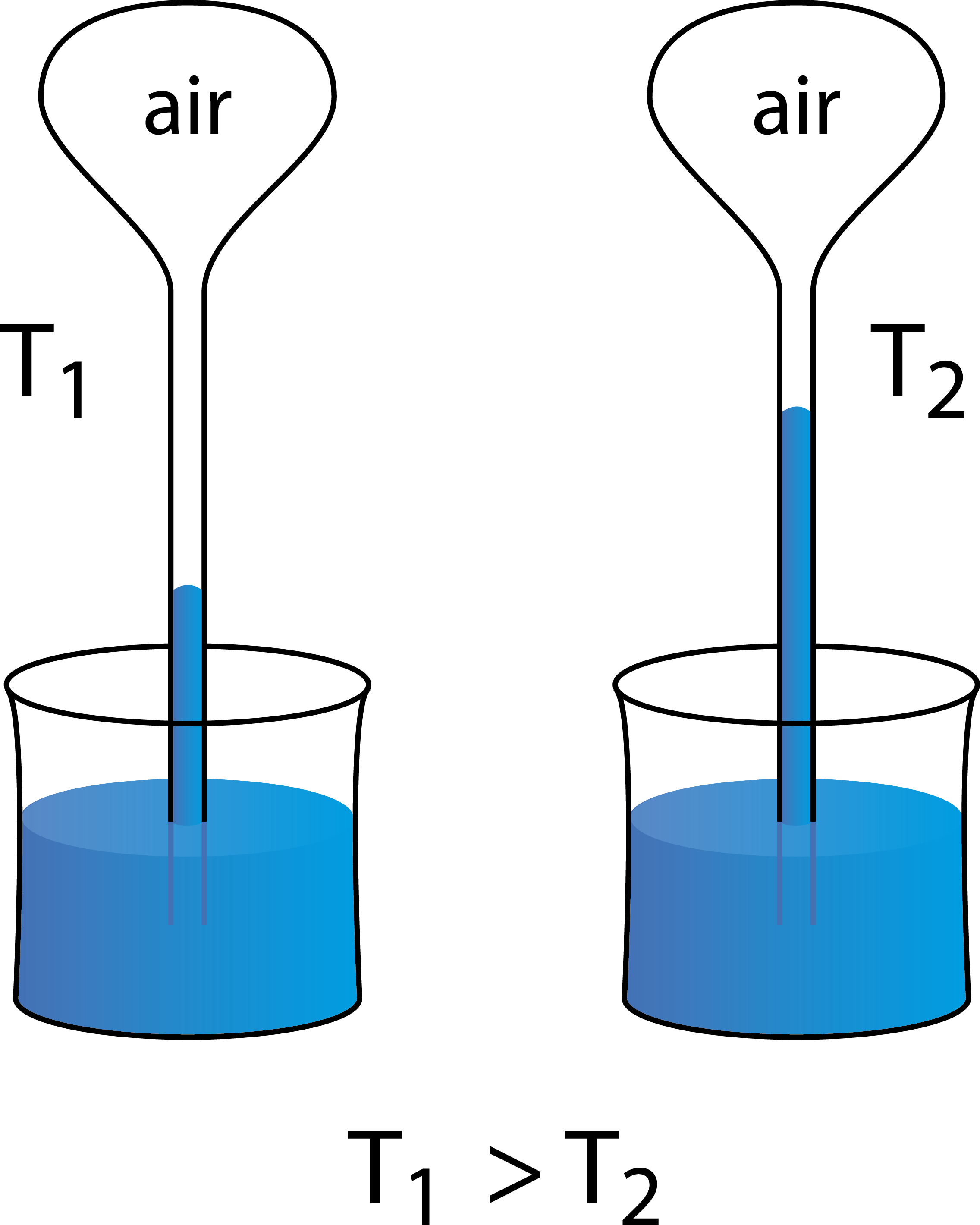
Desenho de dois termoscópios representando duas temperaturas diferentes.

O princípio por trás do termoscópio envolve a relação entre a variação de temperatura e a variação entre outras propriedades mensuráveis do material, como dilatação e variação de pressão. Lembrando que o instrumento é util para comparar temperaturas, mas é facilmente influenciado por fatores externos, como a pressão atmosférica do local. 
Galileo utilizou um recipiente de vidro e um tubo com um bulbo em sua extremidade(também de vidro), preencheu o recipiente com água, e colocou sua mão no bulbo para aquece-lo, fazendo assim com que o ar se expandisse dentro do bulbo e do tubo, consequentemente parte do ar saía. Após aquecido, ele submergia parte do do tubo na água que estava no recipiente, deixando o bulbo para cima. Depois de esfriado, o ar contido no bulbo tende a se comprimir, já que o tubo estava submerso, a água do recipiente sobe pelo tubo. 
O instrumento não determinava a temperatura em si, mas variações de temperaturas  e comparações entre temperaturas. Usando dois termoscópios pode-se comparar a temperatura de duas coisas diferentes, sendo que quanto mais alto a altura da coluna de água no tubo chegar, mais quente estaria o objeto que foi usado para aquecer o bulbo.

## Instrumentos Parecidos
Há varios outros aparelhos de medição de temperatura que funcionam a partir de princípios parecidos, em que outra proprieda mensurável do corpo varía de acordo com a temperatura. Como o termopar, que utiliza dois metais diferentes que geram uma tensão elétrica em função da temperatura. Ou o termômetro bimetálico, que é constituido de dois metais com coeficiêntes de  dilatação diferentes, então dependendo da temperatura, os metais que estão juntos se curvam de uma maneira diferente. 
	Outros tipos de termômetros: 
- Termômetro Clínico
- Termômetro a Álcool
- Termômetro de Máxima e de Mínima
- Termômetro a gás
- Termômetro de radiação
- Pirômetro Óptico